# Alpspitz
Alpspitz är en bergstopp i Liechtenstein. Den ligger i den centrala delen av landet, 3 km öster om huvudstaden Vaduz. Toppen på Alpspitz är 1 942 meter över havet.